# ایرواینزتاون
ایرواینزتاون (به انگلیسی: Irvinestown) یک روستا در بریتانیا است. ایرواینزتاون ۲٬۰۸۱ نفر جمعیت دارد.